# Antonio José de Sucre
Antonio José de Sucre y de Alda (ur. 3 lutego 1795, zm. 4 czerwca 1830) – generał boliwijski pochodzenia wenezuelskiego, uczestnik walk z Hiszpanami o wolność Ameryki Południowej. Był bliskim przyjacielem Simóna Bolívara oraz walczył pod jego rozkazami od 1813 roku. 24 maja 1822 pokonał wojska hiszpańskie pod Pichincha, dzięki czemu został wyzwolony Ekwador. W 1824 stoczył zwycięskie bitwy na równinie Junin i pod Ayacucho, na skutek czego zostało wyzwolone Peru i co przesądziło o niepodległości państw Ameryki Południowej i wycofaniu Hiszpanów z tego kontynentu. Prezydent Boliwii (Górnego Peru) w latach 1826–1828.

## Życiorys

### Młodość
Antonio de Sucre urodził się 3 lutego 1795 roku w Cumana, w rodzinie szlacheckiej pochodzenia belgijsko-hiszpańskiego. Był synem Vincente de Sucre Pardo y Garcia de Urbaneja oraz Marii Manueli Alacala y Sanchez. W wieku siedmiu lat został osierocony przez ojca i matkę, a opiekę nad nim objął jego ojciec chrzestny archidiakon Antonio Patricio de Alcala. W 1809 roku wraz z bratem wstąpił do husarzy imienia Ferdynanda VII w Cumana.                        

## Kariera wojskowa
W lipcu 1810 roku przechodzi na stronę patriotów. 31 lipca 1811 roku dostaje awans na porucznika, rok później zostaje mianowany dowódcą artylerii w Barcelonie. Po kapitulacji generała Francisca de Mirandy w 1813 zostaje objęty amnestia oraz dostaje możliwość wyjechania na Trynidad. Tego samego roku Sucre walczy już pod komendą innego słynnego rewolucjonisty generała Santiaga Mariña. W zasadzce zorganizowanej przez rojalistów zginął jego brat Pedro, a w sumie podczas całej wojny zginęło około 14 członków jego rodziny.
W 1815 roku pod rozkazami Francisca Bermúdeza wycofuje się na wyspę Margarita, aby tam uciec na Antyle oraz do Cartageny. Tam fortyfikuje miasto przed nadciagającą armią hiszpańską. W grudniu jest na Haiti, a w 1816 wraca do Wenezuelii, by służyć pod dowództwem generała Santiaga Mariña, jednak odmawia mu poparcia w walce politycznej z Bolivarem. Z tego, jak i innych powodów młody Sucre stał się wręcz faworytem Bolivara.   
W sierpniu 1819 roku zostaje mianowany generałem brygady przez wiceprezydenta Wenezueli Francisco Antonio Zea (na rozkaz Bolivara). Tego samego miesiąca wyjeżdża na Antyle w poszukiwaniu zasobów wojennych, po powrocie zostaje ministrem wojny.

## Rozejm w Santa Ana
Po podboju Nowej Granady oraz stworzeniu Kolumbii, generał Bolivar podpisuje rozejm z generałem Pablem Morillem 26 listopada 1820 roku. Sam traktat zostaje napisany przez Sucre, za co dostał pochwałę od samego Bolivara. Rozejm z Santa Ana był pierwszym zaprzestaniem walk od 1813 roku, kiedy to została wypowiedziana wojna totalna. Rozejm dał Bolivarowi dużo czasu na uzupełnienie jednostek przed kolejnymi kampaniami oraz pozwolił przygotować strategię, która doprowadziła do bitwy pod Carabobo. Postanowienia rozejmu po raz pierwszy zapewniały humanitarne traktowanie jeńców wojennych przez obie strony.

## Emancypacja Ekwadoru, Peru i Bolivii
Po upływie pokoju w Santa Ana rozpoczęła się kampania w celu wyzwolenia Ekwadoru, której kulminacją była bitwa pod Pichuncha stoczona 24 maja 1822 roku. Tym zwycięstwem Sucre zapewnił niepodległość Wielkiej Kolumbii, oraz zagwarantował niepodległość Ekwadoru. Po spotykaniu Bolivara z San Martínem, ten ostatni przekazał Bolivarowi swoje jednostki oraz wycofał się z dalszych działań o niepodległość państw latynoamerykańskich. Dzięki temu spotkaniu Sucre wkroczył jako pierwszy do Limy w 1823. 1 grudnia tego samego miesiąca przybył do miejscowości Yungay, która stal się jego bazą główną. Następna bitwa, w jakiej Sucre brał udział, była bitwa pod Juninem. Bitwa ta umocniła władzę Bolivara oraz bezpowrotnie osłabiła siły hiszpańskie. Już 9 grudnia wicekról José de la Serna został pokonany przez Sucre w bitwie, która oznaczała koniec zwierzchnictwa Hiszpanów nad Ameryką Południową.
Na konwencie niepodległości Peru 8 lipca 1825 roku Sucre został ogłoszony marszałkiem armii oraz powierzono mu dowództwo nad 12. armią. Na jej czele został wysłany do Górnego Peru, aby zajął niekontrolowany obszar w celu utworzenie tam republiki. W tym samym czasie w Peru powstawała deklaracja niepodległości oraz konstytucja dla przyszłego państwa Boliwii. Wspaniałym wydawał się pomysł, aby nowe państwo nazywać República Bolívar na cześć Bolivara oraz jednocześnie zaproponować mu prezydenturę. Ten jednak odmówił i zaproponowali tę rolę zwycięzcy spod Ayacucho. Sucre został więc pierwszym prezydentem Boliwii. Po pewnym czasie Bolivar zaczął się sprzeciwiać niepodległości Boliwii głównie z powodu obawy przed przyszłymi wojnami. Dlatego chciał, aby młode państwo zostało częścią Peru (dawnej części wicekrólestwa Peru ) albo Argentyny (dawnej części wicekrólestwa La Platy), jednak nie zmieniło to wiele dla niepodległości Boliwii. Po ogłoszeniu niepodległości Boliwii został zwierzchnikiem sił zbrojnych, które zostały stworzone z partyzantów oraz oddziałów patriotów stacjonujących na terenach Boliwii.

## Prezydentura
W trakcie swojej krótkiej prezydentury Sucre promował edukację publiczną, zorganizował aparat administracyjny oraz uruchomił program odbudowy kraju. W krótkim czasie po faktycznym przejęciu urzędu prezydenta wybuchły zamieszki wymierzone w zwolenników Bolivara i konstytucji z 1828. Parlament Boliwii oglosił go wtedy dożywotnim prezydentem, ten jednak odmówił, złożył urząd i udał się wraz z rodziną na wygnanie do Ekwadoru.

## Powrót do Wielkiej Kolumbii
Po dotarciu do Ekwadoru Sucre dołączył do sił Simona Bolivara, które szykowały się do wojny z Peru o kontrolę nad terytoriami Jaen oraz Maynas. Bolivar przekazał Sucre 4 tysiące żołnierzy, którzy podczas bitwy na wzgórzu Tarqui wygrali z dwukrotnie liczniejszymi siłami. Zwycięstwo zakończyło wojnę oraz przyczyniło się do obalenia prezydenta Peru, La Mar.

## Zamach i śmierć
Wraz z zakończeniem wojny peruwiańsko-kolumbijskiej nastroje wewnętrzne w Wielkiej Kolumbii nie napawały optymizmem, gdyż postrzególne kraje Wielkiej Kolumbii chciały ogłosić niepodległość. Sucre został wezwany na kongres Kolumbii, który miał zadecydować o losie Wielkiej Kolumbii. Liczono, że jego autorytet pomoźe przechylić szalę na korzyść unionistów. Kongres zakończył się niepowodzeniem oraz doprowadził do rozpadu Wielkiej Kolumbii.
Podczas drogi powrotnej z Bogoty 4 czerwca 1830 został napadnięty i zabity przez bandytów. W tamtym czasie krążyły pogłoski, jakoby zamach zorganizował generał Juan José Flores, gdyż obawiał się wpływów Sucre, które mogły uniemożliwić mu odłączenie Ekwadoru od Wielkiej Kolumbii.